# 鬼ヶ谷才治
鬼ヶ谷 才治（おにがたに さいじ、1855年4月19日（安政2年3月3日） - 1931年（昭和6年）2月2日）は、
伊予国宇摩郡（現：愛媛県四国中央市）出身の元大相撲力士。本名は鈴木 才治（すずき さいじ）。

## 経歴
1855年4月19日（旧暦3月3日）に伊予国宇摩郡（現：愛媛県四国中央市）で生まれた。当初は時津風部屋（大坂相撲）に入門し、本場所に登場するまでの巡業では愛媛潟と名乗った。1886年に梅ヶ谷藤太郎 (初代)から勧誘されて東京相撲に加入することが決まると、東京相撲では雷部屋に所属し、同年1月場所に二段目（現：幕下）格付出で東京相撲の初土俵を踏んだ。1887年1月場所で新入幕を果たすと、際立った好成績を残すことは無かったが地道な努力を重ね、1891年5月場所で小結昇進、この場所を5勝3敗1分で勝ち越して翌場所も小結を務めた。その後は平幕を長く務め、1904年1月場所では6勝2預2休の好成績を挙げ、優勝同点に相当する成績を残した。
1907年1月場所を最後に現役を引退したが、この時既に51歳となっており、新入幕から20年もの長きに渡って幕内の座を守り続けたことから、その功労と驚異的な持久力を称えて協会から特別表彰を受け、銀杯を授与された。引退直後の同年5月場所千秋楽には相撲記者団体「振角会」からの表彰も受けた。
引退後は年寄・田子ノ浦を襲名し、初代・2代両方の梅ヶ谷の良き相談役を務めるなど、様々な面で雷部屋を支えた。1931年2月2日に死去、75歳没。

## 人物
鋭い出足を生かした突っ張りが得意で、時に引き落とし・蹴手繰りも見せたほか、例え組んだとしても投げ、捻りが強かった。
梅ヶ谷藤太郎（2代）が雷部屋に入門して以降、英才教育を受けさせたのは鬼ヶ谷だった。徹底的に相撲の基本を指導し、幕下昇進後は早くも師匠と共に横綱土俵入りの指導まで行ない、1903年5月場所後に横綱昇進が決定すると、鬼ヶ谷は土俵入りで露払いを務めた。
「鬼ヶ谷」という四股名ゆえ、彼の世話になった者は節分などでは「鬼は外」とは言えなかったそうである（梅ヶ谷藤太郎 (2代)の項を参照）。

## 主な成績
- 幕内在位：41場所
- 幕内通算成績：105勝119敗28分12預146休　勝率.469

## 四股名
- 鬼ヶ谷雪藏（1886年1月 - 1888年1月）
- 鬼ヶ谷才治（1888年5月 - 1907年1月）[3]